# Llei de Jurisdiccions
La Llei de Jurisdiccions és una llei que l'any 1905 i 1906 va impulsar el Govern espanyol de Segismundo Moret i el ministre de la Governació, Álvaro de Figueroa amb clar suport d'Alfons XIII, com a reacció davant els Fets del ¡Cu-Cut!.
La Llei de Jurisdiccions permetia que els militars poguessin jutjar tot allò que consideressin que atemptava contra la unitat de l'Estat espanyol o contra ells mateixos. Moltes persones varen interpretar la llei com un atac a Catalunya.
Aquesta polèmica llei, que havia fet caure el govern d'Eugenio Montero Ríos, va provocar la unificació de tots els partits catalans al voltant de la coalició Solidaritat catalana, als quals posteriorment s'uniria tota l'oposició que va acabar abandonant el Congrés el 13 de març de 1906, en protesta pel descrèdit que suposava la subordinació del govern progressista.
Des de la intel·lectualitat, Miguel de Unamuno va fer una conferència en contra de la llei, al Teatro de la Zarzuela.
Amb tot, la llei es va aprovar el 22 de març i, a continuació, es varen dissoldre les Corts.
El 20 de maig, s'aixecà l'estat d'excepció a Barcelona i se celebrà un homenatge als diputats i senadors de Solidaritat Catalana que havien votat contra la llei.
La llei de Jurisdiccions va durar fins al 17 d'abril de 1931, quan el nou govern republicà va derogar-la per un Decret, que posteriorment les Corts van convertir en llei.